# 공동우성
공동 우성(co-dominance)는 우성인자와 열성인자의 힘이 비슷비슷해서 서로 자기의 형질이 나타나는 것이다. 이를테면 닭의 바둑판모양 털을 들 수 있다. 또, ABO식 혈액형 또한 공동우성의 예가 된다.(A=B>O)

## 같이 보기
- 접합성